# Синьчжоу (Шанжао)
Синьчжо́у (кит. упр. 信州, пиньинь Xìnzhōu) — район городского подчинения городского округа Шанжао провинции Цзянси (КНР).

## История
Ещё во времена империи Хань в этих местах был создан уезд Шанжао (上饶县). В последующие века он не раз расформировывался, а затем создавался вновь.
Во времена империи Тан в 758 году была создана Синьчжоуская область (信州), власти которой разместились в уезде Шанжао. После монгольского завоевания и образования империи Юань Синьчжоуская область была в 1277 году преобразована в Синьчжоуский регион (信州路). После того, как в середине XIV века начались антимонгольские восстания, в 1360 году эти места были захвачены повстанцами под руководством Чжу Юаньчжана, и Синьчжоуский регион стал Гуансиньской управой (广信府), власти которой по-прежнему размещались в уезде Шанжао. После Синьхайской революции в Китае была проведена реформа структуры административного деления, в ходе которой управы были упразднены, и в 1912 году Гуансиньская управа была расформирована.
После образования КНР в 1949 году был создан Специальный район Шанжао (上饶专区), и уезд вошёл в его состав. 23 ноября 1950 года урбанизированная часть уезда Шанжао была выделена в отдельный городской уезд Шанжао. 8 октября 1952 года Специальный район Шанжао и Специальный район Фулян (浮梁专区) были объединены в Специальный район Интань (鹰潭专区). 6 декабря 1952 года власти специального района переехали из Интаня в Шанжао, и Специальный район Интань был переименован в Специальный район Шанжао.
30 сентября 1960 года уезд Шанжао был присоединён к городскому уезду Шанжао, однако в 1964 году уезд Шанжао был воссоздан.
В 1970 году Специальный район Шанжао был переименован в Округ Шанжао (上饶地区).
Постановлением Госсовета КНР от 23 июня 2000 года были расформированы округ Шанжао и городской уезд Шанжао, и образован городской округ Шанжао; территория бывшего городского уезда Шанжао стала районом Синьчжоу в его составе.

## Административное деление
Район делится на 6 уличных комитетов и 3 посёлка.